# Erin Buescher
Erin Buescher, po mężu Perperoglu (ur. 5 czerwca 1979 w San Francisco) – amerykańska koszykarka występująca na pozycjach silnej skrzydłowej oraz środkowej, mistrzyni WNBA z 2005.
W 1997 została wybrana przez Cal Hi Sports i CIF zawodniczka stanu szkół średnich. Została też zaliczona do składu AAU All American. W ostatniej klasie liceum notowała średnio 27,7 punktu i 12,2 zbiórki na mecz. 
Wyszła za mąż, za greckiego koszykarza Stratosa Perperoglu.

## Osiągnięcia
Na podstawie, o ile nie zaznaczono inaczej.
NCAA
- Uczestniczka rozgrywek:
  - II rundy turnieju NCAA (1998)
  - turnieju NCAA (1998–2000)
- Mistrzyni turnieju konferencji Big West (1998–2000)
- Zawodniczka roku Big West (1998–2000)
- MVP turnieju Big West (1998, 1999)
- Najlepsza pierwszoroczna zawodniczka Big West (1998)
- Zaliczona do:
  - I składu:
    - All-American (1999 przez Women's Basketball News Service)
    - Big West (1998–2000)

  - składu honorable mention All-American (1999 przez Associated Press)

NAIA
- Mistrzyni regionalna NAIA (2001)
- Zawodniczka roku National Christian College Athletic Association (2001)
- Zaliczona do I składu NAIA All-American (2001)

WNBA
- Mistrzyni WNBA (2005)
- Wicemistrzyni WNBA (2006, 2008)
- Zawodniczka, który poczyniła największy postęp (2006)
- Liderka WNBA w skuteczności rzutów z gry (2006)

Reprezentacja
- Zdobywczyni Pucharu Williama Jonesa (1998)